# Віла-де-Крусес
Віла-де-Крусес (гал. Vila de Cruces, ісп. Villa de Cruces) — муніципалітет в Іспанії, у складі автономної спільноти Галісія, у провінції Понтеведра. Населення — 6475 осіб (2009).
Муніципалітет розташований на відстані близько 470 км на північний захід від Мадрида, 46 км на північний схід від Понтеведри.

## Демографія
Динаміка населення (INE ):

## Галерея зображень

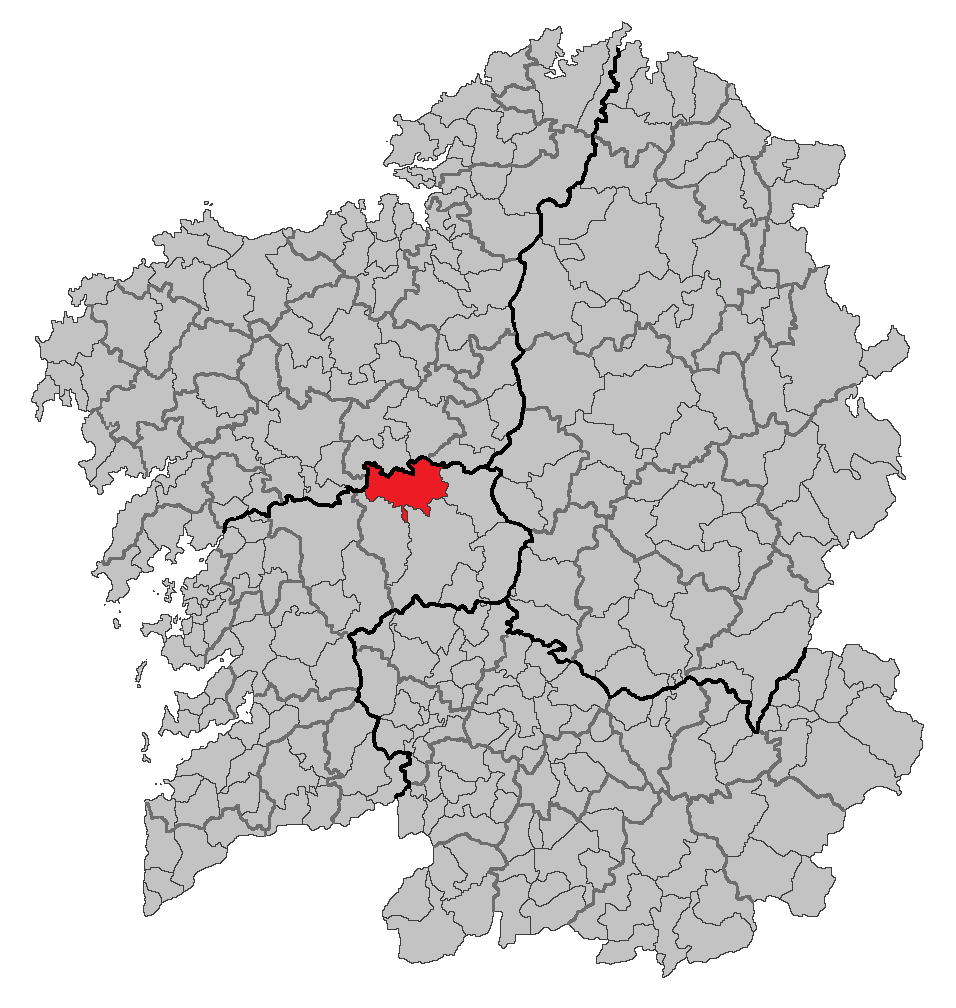
Розташування муніципалітету